# Provinz Ayabaca
Die Provinz Ayabaca (alternativer Name: Ayavaca) ist eine der acht Provinzen, welche die Verwaltungsregion Region Piura im Nordwesten Perus bilden. Die Provinz Ayabaca erstreckt sich über eine Fläche von 5230,68 km². Beim Zensus 2017 lag die Einwohnerzahl bei 119.287. Im Jahr 1993 lag diese noch bei 131.310, im Jahr 2007 bei 138.403. Hauptstadt der Provinz ist Ayabaca.

## Geographie
Im Norden und Osten grenzt die Provinz Ayabaca an Ecuador, im Süden an die Provinzen Morropón und Huancabamba und im Westen an die Provinzen Piura und Sullana.
Sie liegt, wie auch die Nachbarprovinz Huancabamba, in der westlichen Kette der Anden. Die Provinzhauptstadt Ayabaca ist die höchste in der Region Piura. Am äußersten Nordrand wird die Provinz von der Panamericana gestreift.

### Gewässer
Die drei größten Flüsse, die die Provinz durchziehen sind folgende:
- Río Quiroz

Dieser entspringt auf ca. 3900 m, mündet in den Macará, der wiederum in den Chira mündet. Neben zahlreichen Bewässerungsanlagen betreibt der Fluss auch ein Wasserkraftwerk.
- Río Chipillico

Auch dieser Fluss durchfließt große Teile der Region Piura, bevor er schließlich ebenfalls in den Chira mündet.
- Río Yapatera

## Verwaltungsgliederung
Die Provinz Ayabaca ist in 10 Distrikte unterteilt. Der Distrikt Ayabaca ist Sitz der Provinzverwaltung.
| Distrikt   | Verwaltungssitz |
| ---------- | --------------- |
| Ayabaca    | Ayabaca         |
| Frías      | Frías           |
| Jililí     | Jililí          |
| Lagunas    | Lagunas         |
| Montero    | Montero         |
| Pacaipampa | Pacaipampa      |
| Paimas     | Paimas          |
| Sapillica  | Sapillica       |
| Sícchez    | Sícchez         |
| Suyo       | Suyo            |